# Heinrich VI. (Waldeck)
Heinrich VI., genannt der „Eiserne“ (* um 1340; † 16. Februar 1397 auf der Burg Waldeck) war von 1369 bis 1397 Graf von Waldeck. Der Beiname der „Eiserne“ weist darauf hin, dass er wegen seiner Verwicklung in zahlreiche Kriege und Fehden meist gerüstet auftrat. Er war zwar erst der dritte regierende Graf namens Heinrich, aber weil es vor ihm im Haus Waldeck die nichtregierenden Heinrich II., Heinrich III. und Heinrich V. gegeben hatte, wird er meist als Heinrich VI. bezeichnet.

## Familie
Sein Vater war Otto II., die Mutter war Mathilde (Mechthild) von Braunschweig-Lüneburg, Tochter von Otto III. Er selbst heiratete 1363 Elisabeth von Berg. Mit dieser hatte er die Söhne Adolf und Heinrich und die Töchter Jutta (später Gräfin von Lippe), Elisabeth (später Gräfin von Gleichen) und Mechthild (Äbtissin im Stift Heerse).

## Leben
Vor seiner Regierungsübernahme unternahm Heinrich 1356 eine Pilgerfahrt nach Jerusalem. Nach seiner Rückkehr ließ er das Schloss Landau neu erbauen. Dort lebte er auch zunächst, bis er später auf die Burg Waldeck zog.
Nach seiner Hochzeit wurde er 1363 Mitregent seines Vaters. Im Jahr 1366 zog er mit einer großen Truppe gegen die Stadt Korbach, um diese wegen Ungehorsams zu strafen. Er nahm die Stadt ein und führte Geiseln mit nach Landau. Nach langen Verhandlungen musste sich die Stadt unterwerfen. Später war sein Verhalten gegenüber Korbach durchaus wohlwollend: er gewährte den Bürgern zahlreiche Rechte und erlaubte ihnen etwa, die Stadt zu befestigen.
Als Erbe der Mutter war er auch ein Kandidat für die Übernahme des Herzogtums Braunschweig-Lüneburg. Nach dem Tod Wilhelms II. von Braunschweig-Lüneburg reiste sogar eine Abordnung der braunschweig-lüneburger Landstände nach Waldeck, um Heinrich die Herrschaft anzutragen, aber als die Gesandtschaft von seinem harten Vorgehen gegen Korbach hörte, reiste sie sofort wieder ab.
Im Jahr 1370 versetzte Heinrich seinen Teil an der Burg Nordenau, sowie die Besitzungen Bigge, Rüdenberg und Olsberg und weitere Rechte (etwa bei Medelon) an die Familie von Gaugreben. Im Jahr 1371 schloss er ein Bündnis mit dem Landgrafen Heinrich II. von Hessen. Dem westfälischen Landfriedensbündnis trat er 1374 bei.
Während seiner Regierungszeit nahm er an zahlreichen Fehden und anderen Auseinandersetzungen teil. Allein zweimal war er an Belagerungen von Kassel beteiligt. Im Bündnis mit dem Landgrafen Heinrich II. war er im Kampf gegen die Raubritter von Padberg verbündet.
Heinrich starb an der Pest und wurde in der Grabkapelle St. Nikolaus im Kloster Marienthal in Netze bestattet. Nach seinem Tod wurde die Grafschaft von seinen Söhnen in eine Landauer Linie unter Adolf und eine Waldecker Linie unter Heinrich geteilt.